# Loxosceles lacta
Loxosceles lacta är en spindelart som beskrevs av Jia-Fu Wang 1994. Loxosceles lacta ingår i släktet Loxosceles och familjen Sicariidae. Inga underarter finns listade i Catalogue of Life.